# Melenți, Liubar
Melenți (în ucraineană Меленці) este localitatea de reședință a comunei Melenți din raionul Liubar, regiunea Jîtomîr, Ucraina.

## Demografie
Componența lingvistică a localității Melenți
     Ucraineană (99,23%)
     Alte limbi (0,51%)
Conform recensământului din 2001, majoritatea populației localității Melenți era vorbitoare de ucraineană (99,23%), existând în minoritate și vorbitori de alte limbi.